# Camel (cigarette)
Pour les articles homonymes, voir Camel.

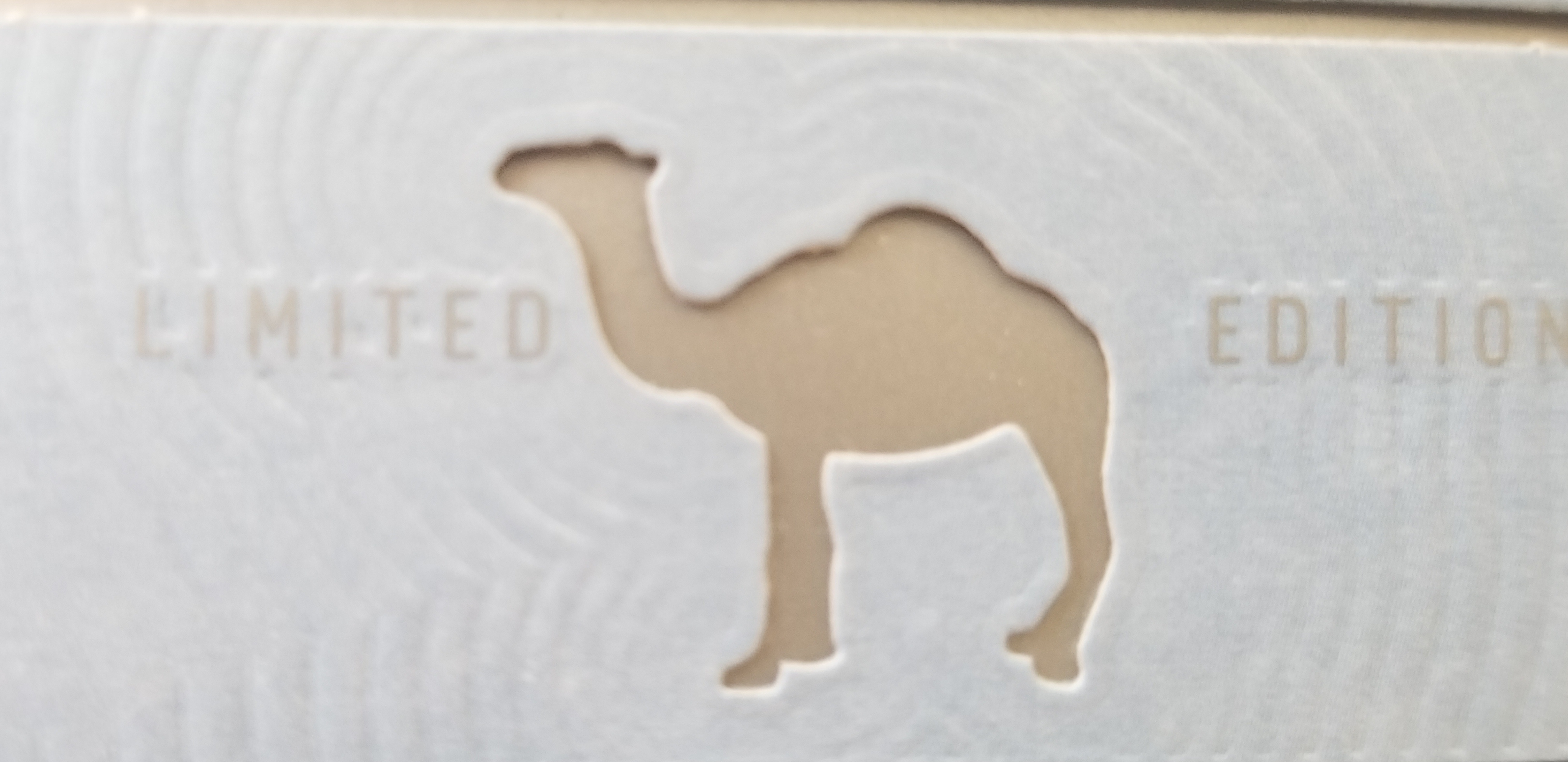
logo Camel limited edition additive free

Camel est une marque de cigarettes créée par la RJ Reynolds Tobacco Company (RJR) en 1913. Elle appartient toujours à RJ Reynolds sur le territoire américain, mais les activités internationales sont depuis 1999 la propriété de l'entreprise Japan Tobacco.
Le logo de la marque représente un dromadaire (le terme anglais camel désigne indifféremment le chameau 2-humped camel ou le dromadaire one-humped camel). Le logo a inspiré la communication publicitaire effectuée dès 1987 jusqu'en 1997 par la firme sous la forme d'une mascotte représentant un chameau, surnommée Joe Camel (ou Old Joe).

## Caractéristiques

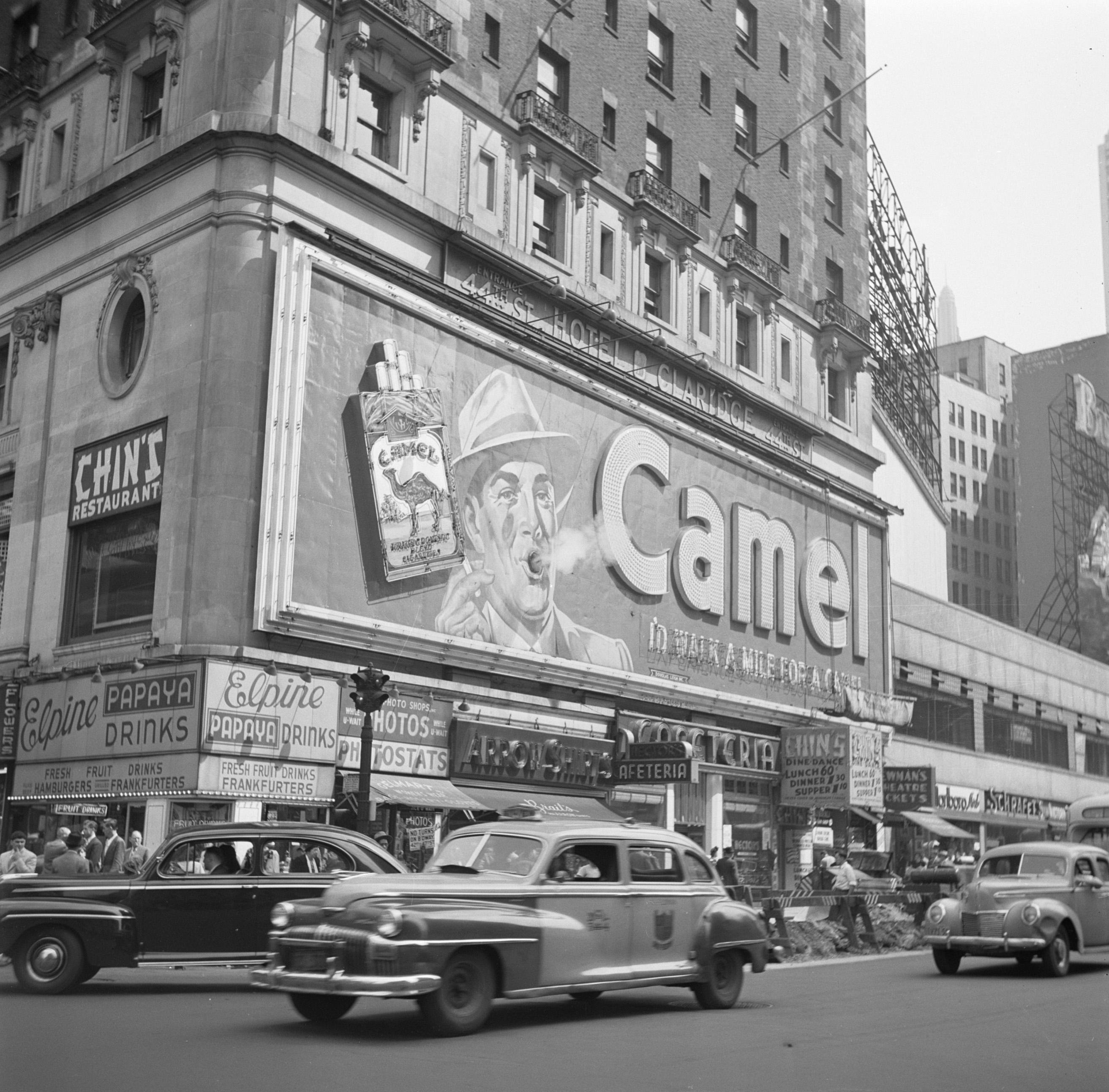
Panneau d'affichage « fumant » conçu par Artkraft Strauss, New York, 1949.

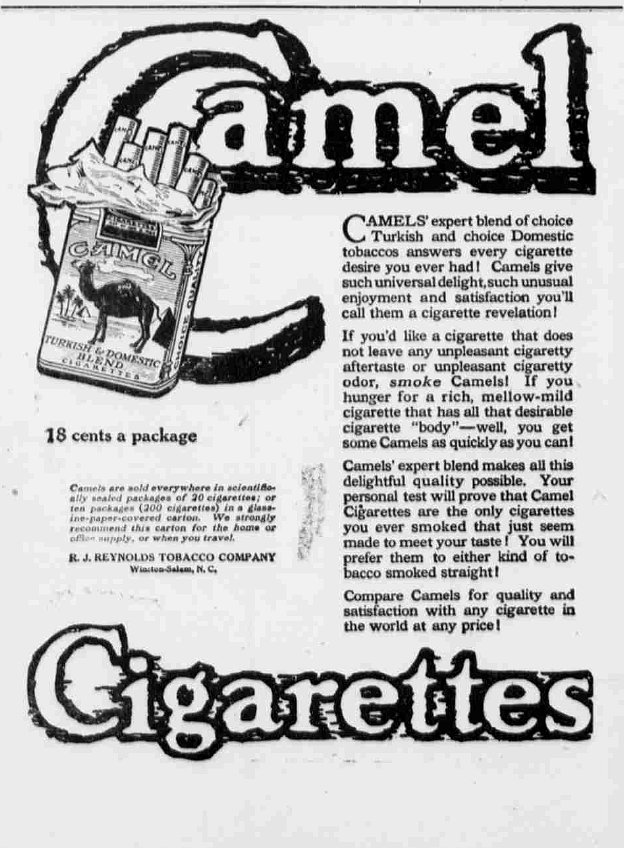
Publicité de 1913. « Le savant mélange de tabacs turc et américain sélectionnés est la meilleure réponse à tous les désirs de cigarette que vous ayez jamais eus ! »

En 1913, lors du passage du cirque Barnum dans le Kentucky, R.J. Reynolds fait prendre une photo d'un vieux dromadaire nommé Old Joe. Cet instantané réalisé laborieusement en raison du caractère peu coopératif de l'animal, servira de modèle pour l'image du paquet de cigarettes. Le lancement de ce nouveau logo « exotique » fera l'objet d'une campagne de lancement considérable pour l'époque puisqu'elle mobilisa près de 250 000 dollars de budget. Le slogan de cette campagne était The camels are coming (les chameaux arrivent), faisant référence à un célèbre air écossais, The Campbells Are Coming.
Le tabac des cigarettes Camel est constitué d'un mélange de tabac turc et américain (appelé American Blend) afin d'en faire des cigarettes plus douces à fumer, contrairement aux autres marques de cigarettes de son époque beaucoup plus fortes et dures à fumer.
Les cigarettes Camel se vendent également sous forme de tabac à rouler ou sous forme d'un snus (gomme à mâcher) depuis 2007.
Avant l'instauration du paquet neutre, la firme produisait de nombreux paquets collectors chaque année ainsi que de nombreux objets et produits dérivés.

## Produits de la gamme
- Camel (sans filtre)
- Camel Black
- Camel Blue
- Camel Essential
- Camel Essential Blue
- Camel Filters
- Camel Shift
- Camel Silver
- Camel 100’s

## Marketing et anecdotes

### Musique
Le groupe anglais de rock progressif Camel s'est inspiré du logo de la marque de cigarette pour la pochette de leur album Mirage paru en 1974.

### Arts
Dans Sun Table, Salvador Dalí a fait figurer un paquet de Camel au milieu d'un désert, où l'on voit entre autres une barque, un jeune homme noir et une table.

### Sports
En septembre 1969, une course de chameaux déclarée Camel Cup a été organisée sur l'hippodrome du parc de Weidenpesch pour promouvoir la marque, qui était également distribuée depuis Cologne depuis l'année précédente. La course a été organisée par l'ancien directeur Hans Bühler et a été disputée devant 18 000 spectateurs.
L’ancien Ballon d'Or Johan Cruyff, connu pour sa forte consommation de cigarettes, avait pour marque préférée les Camel sans filtre. Il meurt à 68 ans d'un cancer du poumon.

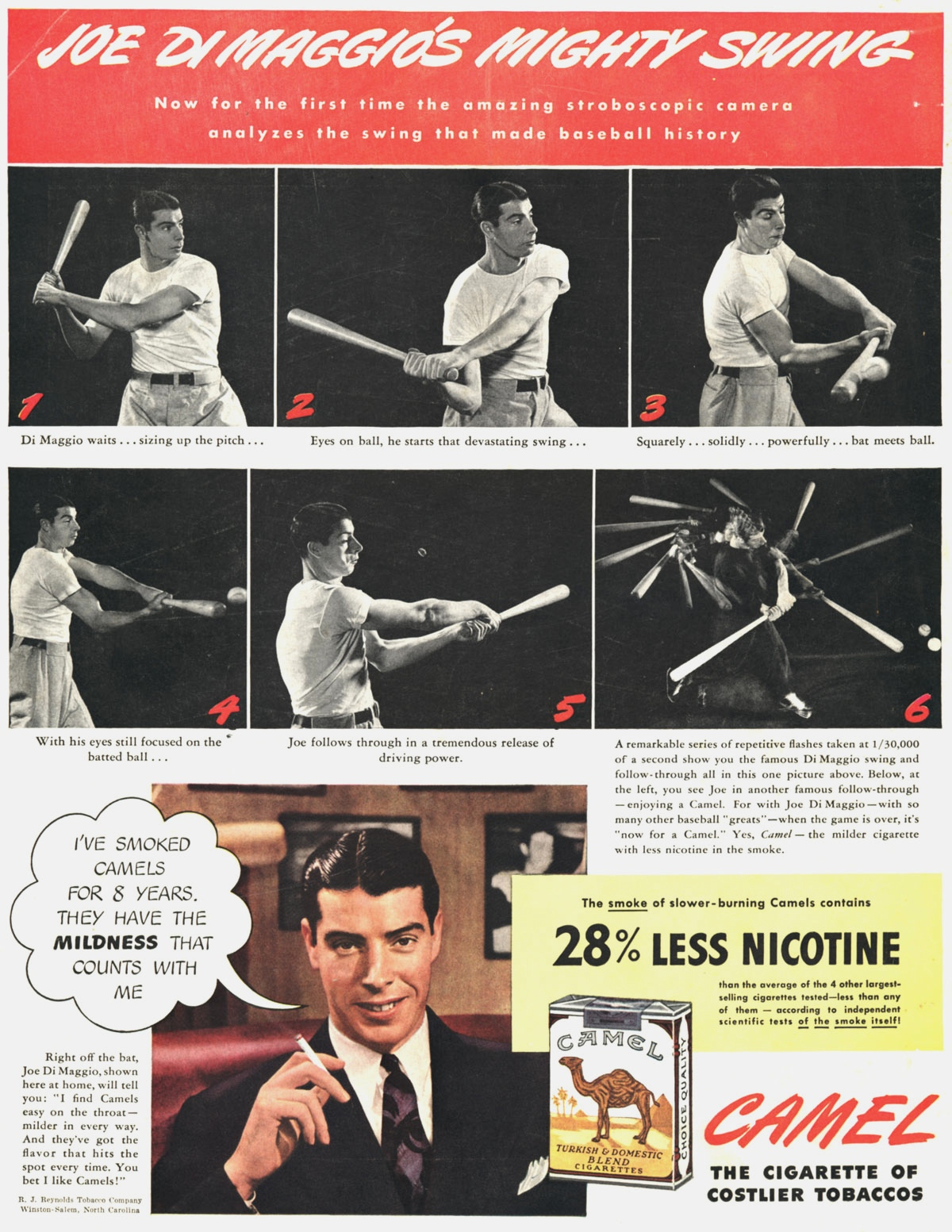
Publicité de 1941

Le joueur de baseball Joe Dimaggio était un  
fumeur de Camel et en faisait la publicité.
Il meurt d'un cancer du poumon, dû à son tabagisme, en 1999.
En sports automobiles, la marque sera présente au Paris-Dakar sur différents véhicules (motos, autos...), elle sera un sponsor de l'écurie Peugeot puis de Citroën (1990-1991). Tandis qu'en Formule 1, la marque sera présente sur les Williams de 1991 à 1993, les Lotus de 1987 à 1990 et les Jordans de 1991 à 1992.

### Au cinéma
La marque apparaît dans le roman (écrit par Robert James Waller) et le film Sur la route de Madison (réalisé par Clint Eastwood), dont le héros fume des Camel. C'est en allumant la Camel de Francesca que leurs mains s'effleurent et que commence l'idylle de quatre jours du couple.
Dans le film Flic Story, Alain Delon, qui joue le rôle de l'inspecteur Roger Borniche, fume des Camel sans filtre les unes après les autres.
Dans le film La Dernière Cible de Buddy Van Horn, on observe Harry Callahan (interprété par Clint Eastwood) apporter une cartouche de Camel à un prisonnier en échange d'un service.
Dans les films Smoke et Brooklyn Boogie, la marque de prédilection de cigarettes de Harvey Keitel est Camel.
Dans le film Angel Heart d'Alan Parker, le détective privé Harry Angel (interprété par Mickey Rourke) est un fumeur de Camel sans filtre.
Dans le film Le Dernier Samaritain, Bruce Willis fume des Camel.
Dans le film, Fleuve noir, François (Vincent Cassel), fume des Camel.
Le personnage de Rust Cohle (en) dans la série True Detective fume des Camel Blue Light.
Dans le film Gran Torino, Walt Kowalski (interprété par Clint Eastwood) fume des Camel.
Dans la série Stranger Things, Jim Hopper (interprété par David Harbour) fume des Camel sans filtre.